# Sydängsgräshoppa
Sydängsgräshoppa (Chorthippus dorsatus) är en art i insektsordningen hopprätvingar som tillhör familjen markgräshoppor.

## Kännetecken
Honan har en kroppslängd på 19 till 25 millimeter och hanen har en kroppslängd på 14 till 18 millimeter. Färgteckningen är brunaktig till olivfärgad, men bland finns också grönaktiga inslag, särskilt på kroppens ovansida. Hos hanen är bakbenen och bakkroppsspetsen ofta delvis rödaktiga.

## Utbredning
Sydängsgräshoppan finns i delar av Europa och österut genom temperade Asien till Amurområdet och nordöstra Kina. I centrala Europa är den vanligast på höjder mellan 500 och 800 meter, men arten har återfunnits på höjder upp till 1 800 i Schweiz och 2 200 meter i Bulgarien.

## Levnadssätt
Fuktiga ängsmarker och myrar hör till denna gräshoppas föredragna habitat, men den kan även förekomma på något torrare ängsmarker. Födan består av olika sorters gräs. Som andra hopprätvingar har den ofullständig förvandling och genomgår utvecklingsstadierna ägg, nymf och imago. Hanen stridulerar, det vill säga spelar, för att locka till sig honor. 